# Liujiachang (köpinghuvudort i Kina, Hubei Sheng, lat 30,06, long 111,47)
Liujiachang är en köpinghuvudort i Kina. Den ligger i provinsen Hubei, i den centrala delen av landet, omkring 280 kilometer väster om provinshuvudstaden Wuhan. Antalet invånare är 56 661. Befolkningen består av 27 886 kvinnor och 28 775 män. Barn under 15 år utgör 14,0 %, vuxna 15-64 år 74 %, och äldre över 65 år 11,0 %.
Runt Liujiachang är det tätbefolkat, med 383 invånare per kvadratkilometer. Liujiachang är det största samhället i trakten. I omgivningarna runt Liujiachang växer huvudsakligen savannskog.
Genomsnittlig årsnederbörd är 1 313 millimeter. Den regnigaste månaden är maj, med i genomsnitt 197 mm nederbörd, och den torraste är december, med 17 mm nederbörd.